# Piotr I Aleksandryjski
Piotr I Aleksandryjski, kopt. Ⲡⲁⲡⲁ Ⲁⲃⲃⲁ ⲡⲉⲧⲣⲟⲥ ⲁ̅, ⲡⲓⲁⲅⲓⲟⲥ ⲡⲉⲧⲣⲟⲥ ⲓⲉⲣⲟⲙⲁⲣⲧⲩⲣⲟⲥ ⲡⲓⲁⲣⲭⲏⲉⲣⲉⲩⲥ (zm. 25 listopada 311 w Aleksandrii) – biskup Aleksandrii, pisarz wczesnochrześcijański, święty Kościoła katolickiego i prawosławnego.

## Życiorys
Opierając się na świadectwie Filipa z Side, przyjmuje się, że Piotr pochodził z Aleksandrii w Egipcie, gdzie był kierownikiem szkoły katechetycznej. Według różnych źródeł przyjął sakrę biskupią w 300 lub 303 roku. Podczas jego nieobecności w stolicy biskupiej, gdy wybuchło prześladowanie chrześcijan za cesarza Dioklecjana, na terenie diecezji aleksandryjskiej zapoczątkowana została schizma melecjańska (meletańska). Biskup Melecjusz z Lykopolis zaczął wyświęcać nowych duchownych dla wspólnot kościelnych, z których władze państwowe ich deportowały i uwięziły. Na takie postępowanie najpierw zareagowali ostro uwięzieni biskupi Letopolis, Bubastis, Memfis oraz Tumis, wysyłając do Melecjusza list protestacyjny. Gdy biskupi ci zostali straceni, na działalność zareagował również biskup Piotr, pisząc do swoich diecezjan, by nie utrzymywali komunii z Melecjuszem.
Biskup Piotr poniósł śmierć męczeńską podczas kolejnej fali prześladowań za Maksymina Daji wraz z towarzyszami Hezychiuszem, Pachomiuszem i Teodorem w listopadzie 311 roku. Zostali zamordowani mieczem. Święty Piotr nazywany jest na Wschodzie pieczęcią męczenników, gdyż był jednym z ostatnich zamordowanych chrześcijan pod sam koniec wielkich prześladowań przed ogłoszeniem edyktu mediolańskiego przez cesarzy Konstantyna i Licyniusza w 313 roku. Następcą Piotra na stolicy biskupiej został św. Achillas z Aleksandrii.
W Kościele wschodnim uznaje się, że autorem piętnastu kanonów zawartych w aktach Soboru in Trullo z 691-692 jest św. biskup Piotr, gdyż zostały zaczerpnięte z jego dzieła Περί θεότητος (O boskości). Prace przypisywane Piotrowi zawarte są w XVIII tomie Patrologia Graeca. Odrzuca się autentyczność Akt męczeństwa zachowanych w językach łacińskim, greckim, syryjskim i koptyjskim.